# 公平税
公平税是一个美国联邦税法的提议，它将用一个简单的全国销售税来取代所有的联邦所得税。这个计划已经被做为公平税法案(H.R. 25/S. 296)提交美国国会了。这个税法将只对个人消费购买的一切新商品或服务征收一次税。这个消费税含税税率在法案里面定为总消费额的23%(每100美元征收23美元的税—总共100美元)。这相当于原来30%的消费税(每77美元征收23美元的税—总共100美元)。
因为有退税的考虑，公平税在消费方面是累进的，但对高收入阶层来说就成了累退的(因为消费相对收入下降很多)。反对者认为这将因此降低美国高收入者的税收负担并将负担转移到美国中产阶级身上。支持者认为，该法案将通过扩大税收基础来减少税收负担，征税更加有效率，并增加购买力。支持者也认为消费税将对储蓄和投资有积极的影响，并通过简化税收来降低税收成本，促进经济增长，促使国际商务扎根美国，并增加美国的国际贸易竞争力。反对者争论说这样大的消费税将很难征收，并将导致普遍的逃税。他们还认为提议的销售税将征收比现有税收体系更少的税，将导致财政赤字进一步增加。

## 备注
1. ↑  这个税法将取代包括个人所得税(包括alternative minimum tax),公司所得税、资本所得税、工资税(包括Social Security and Medicare taxes（英语：Federal Insurance Contributions Act tax）),赠与税和房地产税。
2. 1 2 3 4  Regnier, 2005
3. 1 2  Gale, 1998
4. ↑  Tax Reform Panel Report, Ch. 9
5. ↑  Kotlikoff and Rapson, 2006
6. ↑  Kotlikoff and Jokisch, 2007
7. ↑  The FairTax Book
8. ↑  Open Letter to the President
9. ↑  Auerbach, 2005
10. ↑  Gale, 2005